# 特羅斯季亞涅齊 (戈羅多克區)
49°16′5″N 26°38′7″E / 49.26806°N 26.63528°E
特羅斯佳內茨（烏克蘭語：Тростянець）是位於烏克蘭西部的村莊，由赫梅利尼茨基州裡赫梅利尼茨基區的霍羅多克市鎮負責管轄。該村始建於1723年，面積1.5平方公里，海拔高度307米，2001年人口299，人口密度每平方公里199.3人。